# Šestá vláda Davida Ben Guriona
Šestá vláda Davida Ben Guriona byla sestavena Davidem Ben Gurionem 7. ledna 1958 a byla druhou vládou třetího Knesetu. Ben Gurion ponechal stejné koaliční partnery jako v předchozí vládě, tedy strany: Mapaj, Mapam, Národní náboženská strana, Achdut ha-avoda, Progresivní strana, Demokratická kandidátka izraelských Arabů, Kidma ve-avoda a Chakla'ut ve-pituach. Jedinou změnou v kabinetu bylo přiřazení Šloma Jisra'ela Ben Me'ira na post náměstka ministra sociální péče.
Všichni ministři a náměstci ministrů z Národní náboženské strany opustili kabinet 1. července 1958.
Vláda se rozpadla po Ben Gurionově rezignaci 5. července 1959 poté, co Achdut ha-avoda a Mapam hlasovaly proti vládě při hlasování o prodeji zbraní západnímu Německu a poté odmítly z vlády odstoupit. Nové volby byly vypsány v listopadu téhož roku poté, co Ben Gurion oznámil prezidentu Jicchaku Ben Cvimu, že není schopen sestavit novou vládu.

## Členové vlády
| Vláda                                | Vláda                                          | Vláda                     |
| Úřad                                 | Člen vlády                                     | Politická strana          |
| ------------------------------------ | ---------------------------------------------- | ------------------------- |
| Předseda vlády                       | David Ben Gurion                               | Mapaj                     |
| Ministr zemědělství                  | Kadiš Luz                                      | Mapaj                     |
| Ministr obrany                       | David Ben Gurion                               | Mapaj                     |
| Ministr rozvoje                      | Mordechaj Bentov                               | Mapam                     |
| Ministr školství a kultury           | Zalman Aran                                    | Mapaj                     |
| Ministr financí                      | Levi Eškol                                     | Mapaj                     |
| Ministryně zahraničních věcí         | Golda Meirová                                  | Mapaj                     |
| Ministr zdravotnictví                | Jisra'el Barzilaj                              | Achdut ha-avoda           |
| Ministr vnitra                       | Jisra'el Bar Jehuda                            | Achdut ha-avoda           |
| Ministr spravedlnosti                | Pinchas Rosen                                  | Progresivní strana        |
| Ministr práce                        | Mordechaj Namir                                | Mapaj                     |
| Ministr policie                      | Bechor-Šalom Šitrit                            | Mapaj                     |
| Ministr pro poštovní služby          | Josef Burg (do 1. července 1958)               | Národní náboženská strana |
| Ministr pro poštovní služby          | Jisra'el Barzilaj (po 1. červenci 1958)        | Mapam                     |
| Ministr náboženství                  | Chajim-Moše Šapira (do 1. července 1958)       | Národní náboženská strana |
| Ministr náboženství                  | Ja'akov Moše Toledano (po 3. prosinci 1958)    | Nebyl členem Knesetu      |
| Ministr obchodu a průmyslu           | Pinchas Sapir                                  | Nebyl členem Knesetu      |
| Ministr dopravy                      | Moše Karmel                                    | Achdut ha-avoda           |
| Ministr sociální péče                | Chajim-Moše Šapira (do 1. července 1958)       | Národní náboženská strana |
| Ministr sociální péče                | Perec Naftali (po 1. červenci 1958)            | Mapaj                     |
| Ministr bez portfeje                 | Perec Naftali (do 25. ledna 1959)              | Mapaj                     |
| Náměstek ministra zemědělství        | Ze'ev Cur                                      | Achdut ha-avoda           |
| Náměstek ministra školství a kultury | Moše Unna (do 1. července 1958)                | Národní náboženská strana |
| Náměstek ministra náboženství        | Zerach Warhaftig (do 1. července 1958)         | Národní náboženská strana |
| Náměstek ministra sociální péče      | Šlomo Jisra'el Ben Me'ir (do 1. července 1958) | Národní náboženská strana |